# 阿諾萊馬

阿諾萊馬是哥倫比亞的城鎮，位於該國中部，由昆迪納馬卡省負責管轄，距離首府波哥大71公里，始建於1538年，面積119平方公里，海拔高度1,553米，2005年人口12,911。